# Сезон чудес (фильм, 1999)
«Сезон чудес» (англ. A Season for Miracles) — американский фильм-драма 1999 года по мотивам романа Мерилин Паппано.

## Сюжет
Берри Томпсон — непутевая мать-одиночка — попадает после передозировки наркотика на принудительное лечение от наркомании. Выручать сестру, а также её малолетних дочку и сына, уже не в первый раз приезжает с другого конца страны Эмили Томпсон. Но на этот раз возникает неожиданное и серьёзное препятствие: служба опеки намерена забрать Аланну и Джей-Ти (детей Берри) в приют на усыновление другой семьей, несмотря на то что рядом с ними их родная тётка, которая их любит, а они любят её.
Воспользовавшись удобным случаем, Эмили сбегает вместе с детьми в своей старенькой машине и отправляется назад в Атланту, где она жила.
Полиция объявляет её «в розыск» за «похищение детей».
Поздно вечером, заблудившись в ненастье, они случайно попадают в маленький городок Бетлхэм (Вифлеем). Так как денег у них мало, добрая официантка в столовой советует им попытаться переночевать в пустующем особняке неподалёку: богатая хозяйка несколько лет назад умерла, оставив дом в наследство племяннице — но та так ни разу и не приехала.
Эмили находит ключ от двери особняка и проводит с детьми ночь в темноте и холоде, но хотя бы под крышей.
Наутро их будит стук в дверь: две старушки из дома напротив принимают Эмили за племянницу бывшей хозяйки дома — Мириам Пирс — и поздравляют её с возвращением. Избавившись от них, Эмили с детьми пытается поскорей уехать, но старенькая машина заглохла. Подъезжает полицейская машина и молодой полицейский пытается им помочь, но машина не трогается. Тогда полицейский Натан Блер предлагает позвонить в ремонтную мастерскую, а пока подвезти их куда им нужно. Эмили приходится соврать, что она собиралась ехать в супермаркет за продуктами.
В ремонтной мастерской говорят, что машину наладят не скоро, и стоить это будет 800 долларов. У Эмили таких денег нет и она принимает вынужденное решение пожить пока здесь, устроиться на работу и заработать на ремонт машины — тем более, что адвокат «тети Мириам» — Джеральд Фостер — приедет лишь через две недели — к Рождеству — а без него разоблачить её некому.
Благодаря отзывчивости и доброте окружающих жизнь Эмили и её племянника и племянницы (которых она выдает за своих детей) совершенно входит в нормальную колею: она поступает на работу, детей принимают в школу, полицейский Натан Блер влюбился в неё и старается во всем помогать. Эмили тоже полюбила его, но не хочет углублять отношения, потому что знает, что все равно скоро ей нужно будет скрыться — причем от полиции, где работает и Натан.
В канун Рождества в полицейском участке устраивают традиционный «день открытых дверей» и Натан в этом году впервые будет исполнять роль Санта-Клауса и раздавать подарки детям. Так как приезд адвоката Фостера задерживается на неопределенное время из-за нелетной погоды, Эмили решает пойти навстречу горячему желанию «своих» детей и сводить их туда.
Во время праздника коллега Натана Блера — Сэйди — обнаруживает завалявшийся плакатик «За похищение детей разыскивается Эмили Томпсон», и её арестовывают — но они ещё не знают, что она не племянница «тети Мириам». Через несколько часов приезжает адвокат Фостер и выясняется и это. Натан Блер отворачивается от неё, считая обманщицей и авантюристкой. Приезжает женщина из службы опеки, чтобы отнять детей.
На вечер того же дня назначается слушание, на котором должен будет давать обвинительные показания и Натан Блер — который тем временем ходит как в воду опущенный и пытается заглушить горе вином. Та самая добрая официантка, что когда-то посоветовала Эмили переночевать в особняке «тети Мириам», отговаривает его и убеждает простить Эмили за обман.
Натан Блер приходит на слушание и вместо того, чтобы давать обвинительные показания, предлагает Эмили выйти за него замуж — таким образом у обвинения не будет повода отобрать у неё детей: ведь у неё будет дом. Эмили соглашается и они, радостные и счастливые, все вместе идут к нему встречать Рождество.

## В ролях
- Карла Гуджино — Эмили Томпсон
- Дэвид Конрад — Натан Блер
- Патти Дьюк — «Ангел»
- Мей Уитмен — Лани Томпсон
- Лора Дерн — Берри Томпсон